# 欧州評議会事務局長
欧州評議会事務局長 （おうしゅうひょうぎかいじむきょくちょう、仏: Secrétaire général du Conseil de l'Europe 独: Generalsekretär des Europarates）は、欧州評議会閣僚委員会の推薦で5年ごとに欧州評議会議員会議から任命される。
事務局長は、1949年5月5日にロンドンで欧州評議会が設立された目的、すなわち、共通の遺産であり経済的および社会的な進歩を促進する理想と原則を守り、実現する目的の下で加盟国間のより大きな団結を達成するという責任を負う。

事務総長の権限は明確には定義されていないが、実際には、現職の事務局長は欧州評議会の作業機構と予算の戦略的管理に対して全面的に責任を負い、組織と事務局の日々の運営を監督する。

## 事務総長
| 国           | 事務局長                         | 就任          | 退任          |
| ------------ | -------------------------------- | ------------- | ------------- |
| フランス     | ジャックス・カミーユ・パリ       | 1949年8月11日 | 1953年7月17日 |
| フランス     | レオン・マルシャル               | 1953年9月21日 | 1956年9月24日 |
| イタリア     | ルドヴィコ・ベンヴェヌーティ     | 1957年9月19日 | 1964年3月15日 |
| イギリス     | ピーター・スミザーズ             | 1964年3月16日 | 1969年9月15日 |
| オーストリア | en:Lujo Tončić-Sorinj            | 1969年9月16日 | 1974年9月16日 |
| 西ドイツ     | ゲオルク・カーン・アッカーマン   | 1974年9月17日 | 1979年9月17日 |
| オーストリア | フランツ・カラゼク               | 1979年10月1日 | 1984年10月1日 |
| スペイン     | マルセリーノ・オレハ・アギレ     | 1984年10月1日 | 1989年6月1日  |
| フランス     | カトリーヌ・ラリュミエール       | 1989年6月1日  | 1994年5月31日 |
| スウェーデン | ダニエル・ターシィス             | 1994年6月1日  | 1999年9月1日  |
| オーストリア | ヴァルター・シュウィマー         | 1999年9月1日  | 2004年8月31日 |
| イギリス     | テリー・デイビス                 | 2004年9月1日  | 2009年8月31日 |
| ノルウェー   | トルビョーン・ヤクラント         | 2009年10月1日 | 2019年9月18日 |
| クロアチア   | マリヤ・ペイチノビッチ・ブリッチ | 2019年9月18日 | 2024年9月18日 |
| スイス       | アラン・ベルセ                   | 2024年9月18日 | 現職          |

## 2009年の選挙を巡る論争
2009年5月12日、閣僚委員会は、事務局長の候補者がトルビョーン・ヤクラント（元ノルウェー首相）とヴウォジミェシュ・チモシェヴィチ（元ポーランド首相）の2人のみになるだろうと議員会議に通知した。それゆえ、候補者一覧にさらに2人追加するべきというベルギーの訴えは却下された 。偶然にも、両方の候補者は同じ時期に首相を務め（1996年から1997年まで）、両者とも社会民主主義の政党だった。6月23日、議員会議は、少なくとも9月の会議まで選挙を延期することを決定し、それゆえ、2009年9月1日から議長が空席のままになった。
議員会議は、4人の候補者から2人を候補者一覧から外すという閣僚委員会の決定に対して憤りを表した。ベルギーの上院議員のリュック・バン・デン・ブランドとハンガリーの国会議員のマティアス・エルシは、どちらも議会の議員である。2009年9月11日、選挙の論争について報じていたル・モンドは、将来の事務総長が危機に瀕した機関を継承することになるだろうと報じた。
2009年9月30日、トルビョーン・ヤクラントが事務総長に選ばれた。2014年6月24日、彼は再選され、2014年10月1日に2期目の5年間が始まった。

## 2019年の選挙
4つの加盟国が2019年1月10日までに候補者を提案し、その後、閣僚委員会によって検討された。その候補者の中でも、議員会議での投票に進行するために選ばれた2人は、ベルギーの外務大臣だったディディエ・レンデルスとクロアチアの外務大臣マリヤ・ペイチノビッチ・ブリッチだった。ペイチノビッチ・ブリッチは54票差で選出され、2019年10月15日に就任した。
加盟国に推薦され閣僚委員会で検討
- ディディエ・レンデルス（ベルギー）[7]
- アンドリュス・クビリュス（リトアニア）
- ドラ・バコヤンニ（ギリシャ）[8]
- マリヤ・ペイチノビッチ・ブリッチ（クロアチア）

閣僚委員会で選ばれ議員会議で投票
議員会議で2019年6月26日に候補者に投票した。
- マリヤ・ペイチノビッチ・ブリッチ：159票
- ディディエ・レンデルス：105票